# Eissporthalle/Festplatz (metrostation)
Eissporthalle/Festplatz is een ondergrondse station van de U-Bahn in Frankfurt am Main langs de U-Bahn-lijn U7 gelegen in het stadsdeel Bornheim.
Het metrostation ligt aan de U-Bahnlijn U7 tussen stations Parlamentsplatz en Johanna-Tesch-Platz. Gezien vanuit het stadscentrum is het het derde station op de zogenaamde Oostendlinie.
De ijsbaan waaraan het zijn naam dankt, bevindt zich in de directe omgeving. Bovendien ligt het Frankfurter Volksbank Stadion van de FSV Frankfurt op slechts een paar minuten lopen van het metrostation. Gasten van de tweejaarlijkse Dippemess moeten ook uitstappen op het station.

## Constructie
Net als in de eerste bouwfase van het C-tracé werd het metrostation Eissporthalle/Festplatz gebouwd in een open, overdekte bouwkuip, maar werden de tracétunnels gebouwd volgens een gesloten mijnbouwmethode. Het station is om kostentechnische redenen niet ontworpen door externe architecten, maar door het Stadtbahnbauamt zelf, wat architectonisch tot minder spectaculaire resultaten leidde dan in de eerste bouwfase.

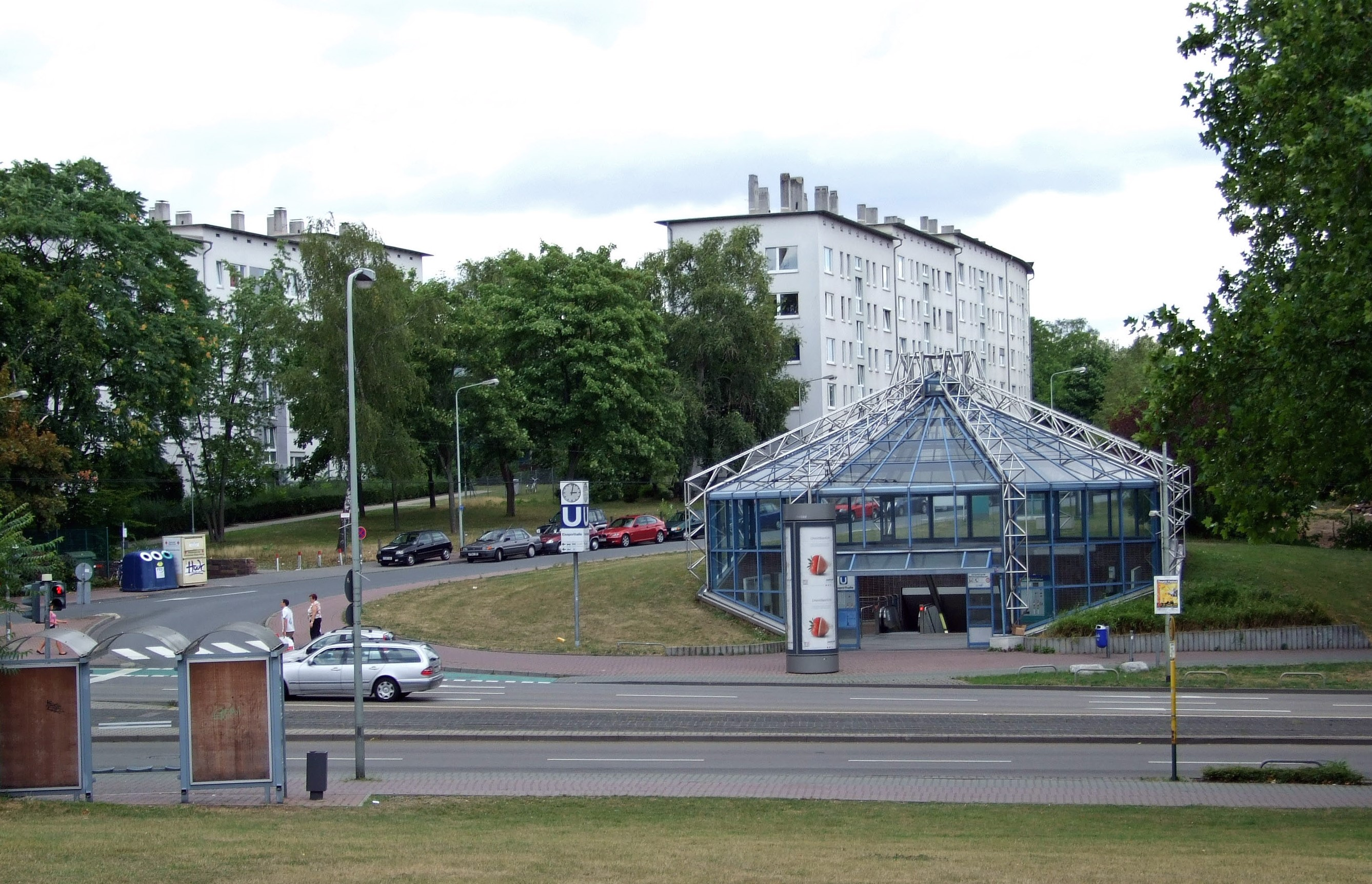
Ingang tot het metrostation Eissporthalle/Festplatz. De kas geeft direct toegang tot het perron, wat uniek is in Frankfurt.

De pilaren van het station zijn bedekt met blauwe metalen platen, de muren zijn rood. Tussendoor worden zwart-witfoto's van de kunstenaar Gerald Domenig ingelijst. Ze tonen snapshots van de omgeving uit het begin van de jaren negentig.
Vanwege de steile helling van de Kettelerallee die boven het station uitloopt, moet bij de zuidelijke ingang van het in Frankfurt gebruikelijke B-peil (verdeelhal) worden afgezien. Daarom is hier een grotere kas gebouwd, waarin onder meer de kaartautomaten staan. Directe toegang tot het platform in deze vorm is uniek in Frankfurt. Bij de noordelijke ingang is er een B-niveau met een artistieke muurafbeelding die zowel het naburige Dippemess-festival als de ijsbaan voorstelt.